# Palmorchis puber
Palmorchis puber är en orkidéart som först beskrevs av Célestin Alfred Cogniaux, och fick sitt nu gällande namn av Leslie Andrew Garay. Palmorchis puber ingår i släktet Palmorchis och familjen orkidéer. Inga underarter finns listade i Catalogue of Life.